# Rancora ketchikana
Rancora ketchikana là một loài bướm đêm trong họ Noctuidae.